# 도쿄도 제3구
도쿄도 제3구 (東京都第3区, とうきょうとだい3く)는 일본의 중의원 선거구이다. 1994년 공직선거법 개정으로 신설되었다.

## 지역
- 시나가와구 일부
  - 시나가와다이이치, 시나가와다이니, 오오이다이이치, 오오이다이니, 오오이다이산, 에바라다이이치, 에바라다이니, 에바라다이산, 에바라다이욘, 에바라다이고, 야시오 등 각 지역센터 관할구역
  - 오사키다이이치 지역센터 관내의 히가시고탄다1-3초메, 니시고탄다1초메, 니시고탄다2초메 1-21번지, 니시고탄다 8초메 (4번1-13호, 5번, 6번 10-23호, 7번, 8번지), 고야마타이1초메, 고야마1초메, 에바라1초메
  - 오사키다이니 지역센터 관할구역 (니시고탄다6,7초메 제외)
- 오타구의 일부
  - 미네마치, 덴엔초후, 유키가야, 센조쿠 등 각 특별출장소 관할구역
  - 구가하라 특별출장소 관할구역 (치도리1초메, 이케가미3초메 제외)
  - 우노키 특별출장소 관할구역내 우노키2, 3초메
- 도서부
  - 오시마 지청
  - 미야케 지청
  - 하치조 지청
  - 오가사와라 지청

도쿄도의 도서 지역이 포함된 탓에 일본 중의원 선거구 중에서 남북으로 가장 긴 선거구로 꼽힌다. 또 오가사와라 제도를 연결하는 교통수단으로는 도쿄만과 치치시마 (후타미 항)을 잇는 여객화물선으로 소요시간이 25시간 30분에 달하는 데다가, 운항 횟수도 성수기에는 3일에 1번 꼴이기 때문에 해당 지역구에서의 활동은 큰 어려움이 있어 실무상의 폐혜로 남은 상태이다.
2017년 선거구 개편으로 시나가와 구 북서부의 제10-13 투표구역이 도쿄도 제7구에, 오타 구 서부의 제6, 제8 투표구역이 도쿄도 제4구로 넘어갔다.

## 역사
일본 중의원이 중선거구제를 실시하던 시절 도쿄도 제2구에 해당되는 지역이다. 이때 당시에는 자민당의 이시하라 신타로가 의원으로 재직하였으나 소선거구제 실시 이전에 은퇴했기 때문에 같은 마치무라 파인 구리모토 신이치가 지역기반을 넘겨받게 되었다.
1996년 소선거구제 실시 이후로는 야당 제1당 (1996년 당시에는 신진당, 이후에는 민주당)과 자민당이 접전을 펼치는 지역구이다. 1996년 총선에서는 구리모토 현 의원이 마츠바라 진 (신진당 신인후보)과 우사미 노보루 (신당 사키가케) 등을 물리치고 당선되었다. 당시 마츠바라와 구리모토 사이에서는 마쓰시타 정경숙 출신 정치인들로는 첫 대결로 주목받기도 하였다. 그러나 이후 구리모토는 자민당에서 제명되었고, 나이토 다카시가 새롭게 공천되었다.
2000년 총선에서는 7명이 출마하여 혼전 양상을 보였지만 민주당의 마츠바라 진이 1,500여차로 나이토 후보를 제치고 초선으로 당선되었다.2003년 총선에서는 자민당이 이시하라의 셋째 아들인 이시하라 히로타카를 내보냈지만 약 9,000표차로 마츠바라가 재임에 성공하였다. 이후 이시하라와 마츠바라 사이에 치열한 보수 대결이 진행되었다.
2005년 총선에서는 이시하라가 마츠바라를 물리치고 초선의원으로 당선되었으나 마츠바라도 비례득표로 부활해 당선되었다. 2009년 총선에서 마츠바라 후보가 다시 당선되었지만 2012년 총선에서 지지율이 무너지면서 이시하라가 2,000표차로 당선, 마츠바라는 또다시 비례득표 부활로 당선된다. 2014년 총선에서도 이시하라가 당선되고 마츠바라가 비례득표로 당선되었다.

## 역대 국회의원
| 선거          | 선거          | 의원              | 정당       |
| ------------- | ------------- | ----------------- | ---------- |
|               | 1996년 제41회 | 구리모토 신이치   | 자유민주당 |
|               | 2000년 제42회 | 마츠바라 진       | 민주당     |
| 2003년 제43회 |               | 마츠바라 진       | 민주당     |
|               | 2005년 제41회 | 이시하라 히로다카 | 자유민주당 |
|               | 2009년 제45회 | 마츠바라 진       | 민주당     |
|               | 2012년 제46회 | 이시하라 히로다카 | 자유민주당 |
| 2014년 제47회 |               | 이시하라 히로다카 | 자유민주당 |
| 2017년 제48회 |               | 이시하라 히로다카 | 자유민주당 |
|               | 2021년 제49회 | 마츠바라 진       | 입헌민주당 |

## 같이 보기
- 도쿄도 선거구